# Dystrykt Mufumbwe
Dystrykt Mufumbwe – dystrykt w północno-zachodniej Zambii w Prowincji Północno-Zachodniej. W 2000 roku liczył 44 002 mieszkańców (z czego 49,71% stanowili mężczyźni) i obejmował 7777 gospodarstw domowych. Siedzibą administracyjną dystryktu jest Mufumbwe.